# Серпентинен танц (филм, 1895)
 Вижте също: Серпентинен танц (филм, 1896).
„Серпентинен танц“ (на немски: Die Serpentintänzerin) е германски късометражен ням филм от 1895 година на режисьора Макс Складановски с участието на танцьорката Ансион. Премиерата му се състои на 1 ноември същата година.

## Сюжет
Млада жена, облечена в дълга и ефирна рокля, танцува, усуквайки се бързо около себе си, като по този начин кара роклята си да се върти, имитирайки крила на пеперуда.

## В ролите
- Ансион като танцьорката